# Neoconis bispina
Neoconis bispina is een insect uit de familie van de dwerggaasvliegen (Coniopterygidae), die tot de orde netvleugeligen (Neuroptera) behoort. 
De wetenschappelijke naam Neoconis bispina is voor het eerst geldig gepubliceerd door Meinander in 1972.